# Cyclodinus fatuus
Cyclodinus fatuus is een keversoort uit de familie snoerhalskevers (Anthicidae). De wetenschappelijke naam van de soort is voor het eerst geldig gepubliceerd in 1855 door Truqui.